# トラベル&コンダクターカレッジ
トラベル&コンダクターカレッジは、旅行業務取扱管理者および添乗員（ツアーコンダクター）の養成を通して国際社会に貢献できうる幅広い視野と感覚を持ち、グローバルな社会の発展、平和に貢献できる社会人養成を目的とし、旅行業界に優秀な人材を輩出すべく資格取得のお手伝いをさせていただく、「一つのこと」せめてこれだけでもやり遂げるために資格学校としてはまれな旅行業の資格のみを取り扱っている単科スクールとして1995年に東京都新宿区西新宿に開校した。
2000年、東京都知事登録旅行業3-4788号取得、2005年には観光庁長官「登録研修機関第2号」を取得、2004年より職業訓練（委託訓練）も実施し、数多くの卒業生を旅行業界に送り出している。2008年には校舎を現在の東京都渋谷区代々木に移転。略称はトラコン。

## 設置コース
- 旅行業務取扱管理者コース
- ツアーコンダクターコース
- 旅程管理登録研修コース
- ツアーガイドコース
- 旅行業開業講座
- 山の講座（マウンテンツアークラブ）

## 沿革
- 1995年（平成7年） - 新宿区西新宿にて開校
- 1997年（平成9年） - 有限会社インターナショナルツアーアシスタンス設立
- 2000年（平成12年） - 東京都知事登録旅行業3-4788号取得
- 2005年（平成17年） - 観光庁「登録研修機関第2号」取得
- 2008年（平成20年） - 渋谷区代々木に校舎を移転
- 2012年（平成24年） - 大阪校を開校

## 合格率の推移
| 年度                   | 受験者数 | 合格者数 | 合格率 | 全国平均 |
| ---------------------- | -------- | -------- | ------ | -------- |
| 2011年度（平成23年度） | 299名    | 161名    | 53.8%  | 12.6%    |
| 2010年度（平成22年度） | 359名    | 273名    | 76.4%  | 23.7%    |
| 2009年度（平成21年度） | 329名    | 193名    | 58.7%  | 15.1%    |
| 2008年度（平成20年度） | 331名    | 232名    | 70.0%  | 20.4%    |
| 2007年度（平成19年度） | 354名    | 261名    | 73.7%  | 21.8%    |

| 年度                   | 受験者数 | 合格者数 | 合格率 | 全国平均 |
| ---------------------- | -------- | -------- | ------ | -------- |
| 2011年度（平成23年度） | 215名    | 180名    | 83.7%  | 35.0%    |
| 2010年度（平成22年度） | 245名    | 205名    | 83.6%  | 30.0%    |
| 2009年度（平成21年度） | 240名    | 214名    | 89.2%  | 37.9%    |
| 2008年度（平成20年度） | 237名    | 207名    | 87.3%  | 32.0%    |
| 2007年度（平成19年度） | 244名    | 226名    | 92.7%  | 46.7%    |

## 平成22年度旅程管理研修受講者数
| 登録研修機関名                                                                | 総合  | 免除  | 国内   | 合計   |
| ----------------------------------------------------------------------------- | ----- | ----- | ------ | ------ |
| （有）インターナショナルツアーアシスタンス （トラベル＆コンダクターカレッジ） | 725名 | 152名 | 1507名 | 2384名 |
| （社）日本添乗サービス協会                                                    | 115名 | 199名 | 1630名 | 1944名 |
| （社）全国農協観光協会                                                        | 248名 | 59名  | 582名  | 582名  |
| （社）日本旅行業協会                                                          | 300名 | 33名  | 78名   | 411名  |
| （株）トップ・スタッフ                                                        | 26名  | 21名  | 298名  | 345名  |

- 2011年3月 旅程管理研修協議会資料より

## 所在地
新宿校
〒160-0023 東京都新宿区西新宿1丁目22-2 新宿サンエービル1階
大阪校
〒542-0086 大阪市中央区西心斎橋2-2-7 ジュンアシダビル10階